# Ernst Ludwig Kirchner
Ernst Ludwig Kirchner (Aschaffenburg, 1880. május 6. — Davos, Svájc, 1938. június 15.) német expresszionista festő, grafikus, szobrász és fametsző művész.

## Életútja és munkássága
Eleinte építészetet tanult Drezdában és Münchenben, de érdeklődése hamarosan a grafika, majd a festőművészet felé fordult. Fametszeteinek stílusát még a Jugendstil befolyásolta, de festményei már a korszak neoimpresszionista hatását mutatják, majd az 1910-es évek közepén Edvard Munch festészetének, a polinéziai és a néger művészet hatása alatt az egységes síkok alkalmazásával eljutott a formák és színek leegyszerűsítéséhez, stílust váltott. A Die Brücke („A Híd”) expresszionista csoport vezető képzőművésze lett Drezdában. Képzőművész barátaival szorosan együttműködött (Erich Heckel, Karl Schmidt-Rottluff stb.) főleg 1907—1909 közt, együttesen kerestek olyan képzőművészeti nyelvet, amelynek segítségével egyenértékűen kifejezhetik egy music hallban, egy bordélyházban vagy egy cirkuszban lejátszódó jelenet közvetlen elevenségét.

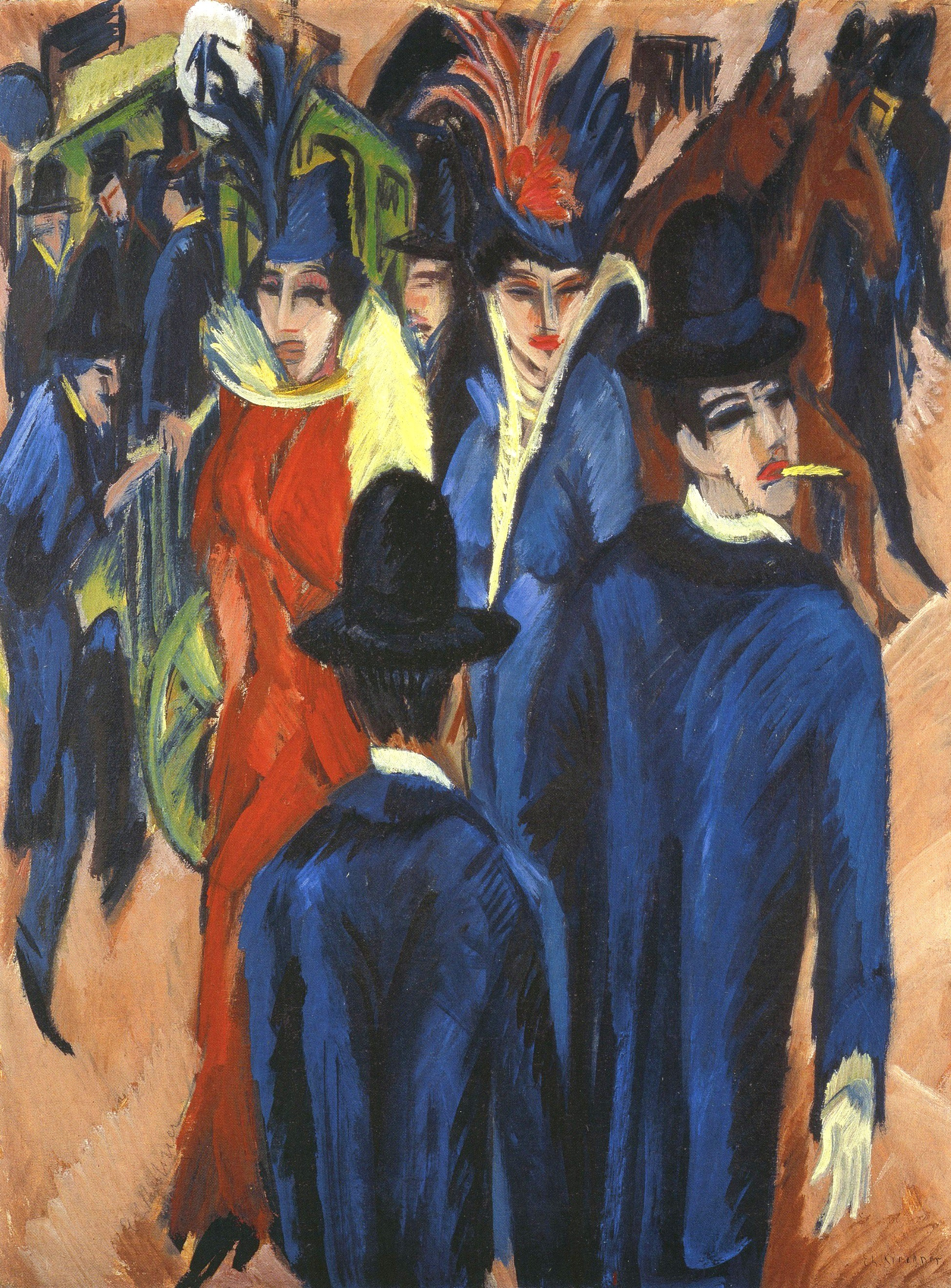
Utcai jelenet Berlinben (1913)

1911-ben Drezdából Berlinbe költöztek a Brücke csoport tagjai. Ettől kezdve Kirchner arckép- és utcai jeleneteket ábrázoló festményein a korabeli német főváros pezsgő, nagyvilági, elképesztő és mesterkélt életének csípős ízei érzékelhetők. Megtanulta a születő kubizmustól a különböző térbeli nézőpontok összevonását, melynek eredményeképp megszilárdult vásznainak szerkezeti felépítése és dinamikusabb lett. Festményeinek elektromossággal telített levegőjében az utcai járókelők, köztük az utcalányok és dandyk is olyanok, mintha félig csukott, hatalmas legyezők lennének. Ezek a képek mintegy közlik a nézővel, hogy az emberek milyen kegyetlenül magányosak a modern nagyváros hideg és zsúfolt közegében.
A másik expresszionista egyesülés, a Blauer Reiter csoport 1912-es második kiállítására a Brücke csoport számos tagját is meghívta, a meghívottak közt szerepelt Kirchner, Nolde, Pechstein, Heckel és Mueller. A Blauer Reiter kiállításán grafikákkal és akvarellekkel lehetett szerepelni, de a Brücke csoportot ez nem zavarta, hiszen fő műfajuk a grafika és az akvarell volt. 1912-ben Erich Heckellel együtt falfestményeket készített Kölnben a Sonderbund nemzetközi kiállításának „kápolnája” számára, 1913-ban a Brücke csoport felbomlott. A Sturm expresszionista folyóirat közölte grafikáit 1911—16 között. Kirchner az I. világháborúba bevonult 1915-ben, de súlyos betegségei (tüdőbetegség, depresszió) miatt két hónap múltán leszerelték, 1917-ben Svájcba távozott gyógykezelés céljából. Képzőművészeti pályafutása Svájcban folytatódott tovább, Kreuzlingenben, majd Davos közelében élt és alkotott. 

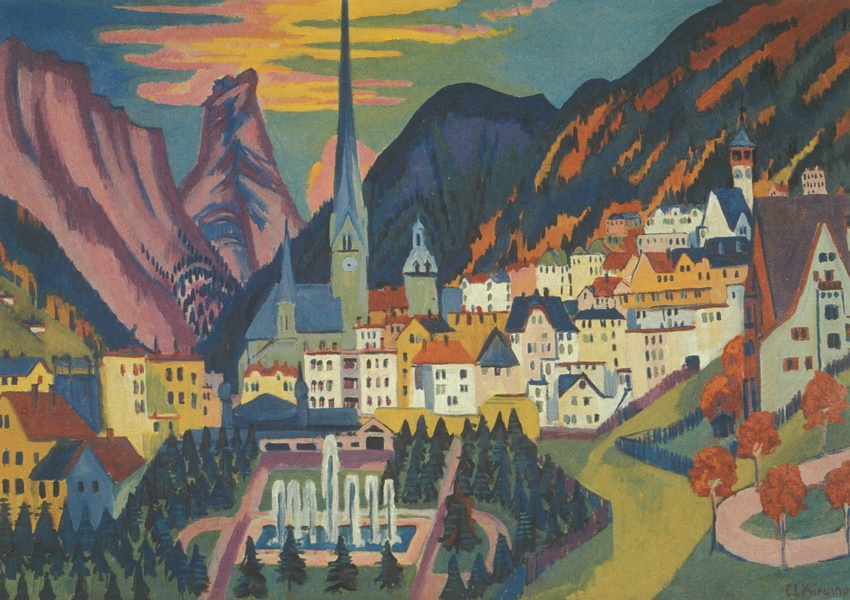
Davos nyáron (1925)

Rabul ejtették őt Svájc hegyekkel teli tájai, az ottani parasztemberek kemény munkával töltött rendszeres életmódja. Úgy érzékelte, hogy a parasztemberek tökéletes harmóniában, azonos ritmusban élnek a természettel. Allegorikus kompozíciókban bontotta ki ezt a témát az 1920-as évek közepétől, Pablo Picasso művein megfigyelt szimultán ábrázolási eszközök segítségével. A hegyi táj Kirchner nézőpontjából valóságos és szimbolikus táj is egyben, a látvány a művész átfogalmazásában titkos értelmet, magas rendű szellemi jelentést nyer. A völgyek mélyén meghúzódó falvak, a meredek lejtők, a hegygerincek és a csúcsok egyúttal szimbolikus helyek is, a szellemi felemelkedés útjai vagy pihenői.
Festményeinél nem kisebb jelentőségűek különféle anyagokból készített szobrai, s hatalmas grafikai oeuvre-je. Jeles mestere volt a fametszésnek; Georg Heym expresszionista költő Umbra vitae-jéhez (1912) vagy Chamisso Peter Schemihjéhez (1916) készült illusztrációsorozatai a 20. század grafikai termésének fő művei közé tartoznak. Rendkívül termékeny alkotó volt, napjainkban közel 30 000 alkotását tartják számon.
Beválasztották a Porosz Művészeti Akadémiába, de 1937-ben már ki is zárták, mert a nácik degeneráltnak minősítették művészetét, számos alkotását megsemmisítésre ítélték, kivált nagy felháborodást váltott ki a nácikból az 1930-as évek második felében Kirchner első világháborús önarcképe. (Ma ezt az alkotást az Allen Memorial Art Museum őrzi Oberlinben, Ohio államban.) Ezek az események annyira elkeserítették a depresszióra hajlamos művészt, hogy 1938-ban önkezével vetett véget életének; szíven lőtte magát.

## Emlékezete

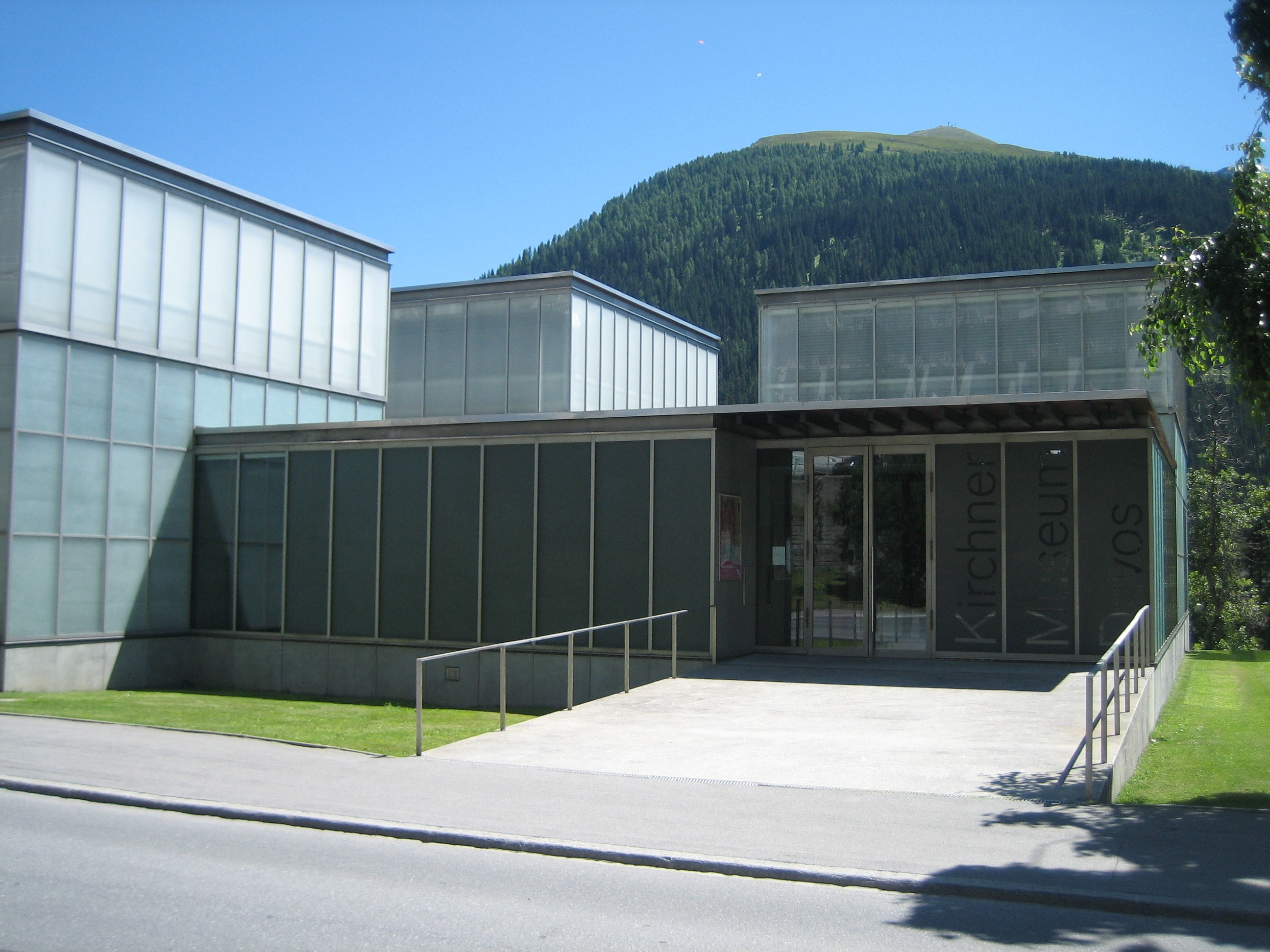
Kirchner Múzeum (Davos)

A második világháború után rendeztek egyéni kiállításokat Kirchner munkáiból, a Svájcba magával vitt és az ott alkotott műveket háborús károsodás nem érte. Főleg 1980-ban, születése 100. évfordulóján támadt fel az érdeklődés a művész gazdag életműve iránt. Megrendezték Ernst Ludwig Kirchner retrospektív kiállítását, melyet először a berlini Nemzeti Galériában mutattak be, majd a müncheni Művészetek Házában, a kölni Ludwig Múzeumban és a zürichi Művészetek Házában.
1992-ben megnyitották a Kirchner Múzeumot Davosban, amely Németországon kívül a legátfogóbb és leggazdagabb Kirchner-gyűjteménnyel rendelkezik, s az állandó kiállítás mellett már számos sikeres időszakos kiállítást rendezett. Németországban a frankfurti Stadel Múzeumnak van legnagyobb gyűjteménye Kirchner alkotásaiból, itt 2010-ben rendeztek legutóbb retrospektív kiállítást műveiből.

## Ismert műveiből
- Önarckép modellel (1907)
- Graf arcképe (1924)
- Aktok az erdőben (1928)
- Fekete-fehér rajzai
- Kontrasztos fametszetei
- Könyvillusztrációi

## Képeiből

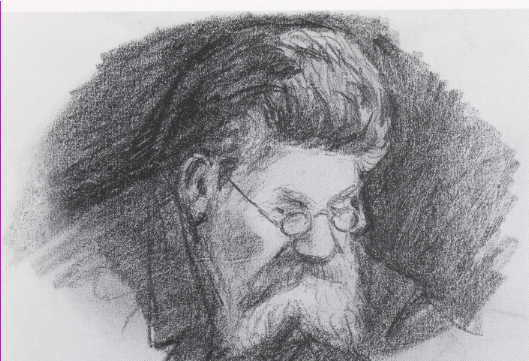
A művész atyjának portréja (ceruzarajz, 1901-02)
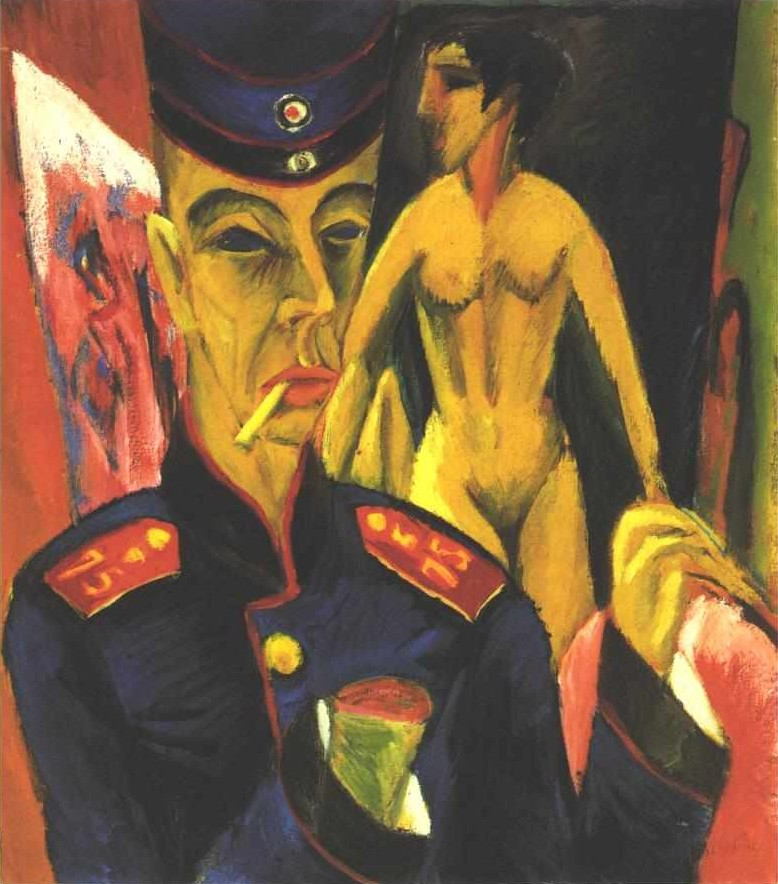
Katonai önarcképe (1915)
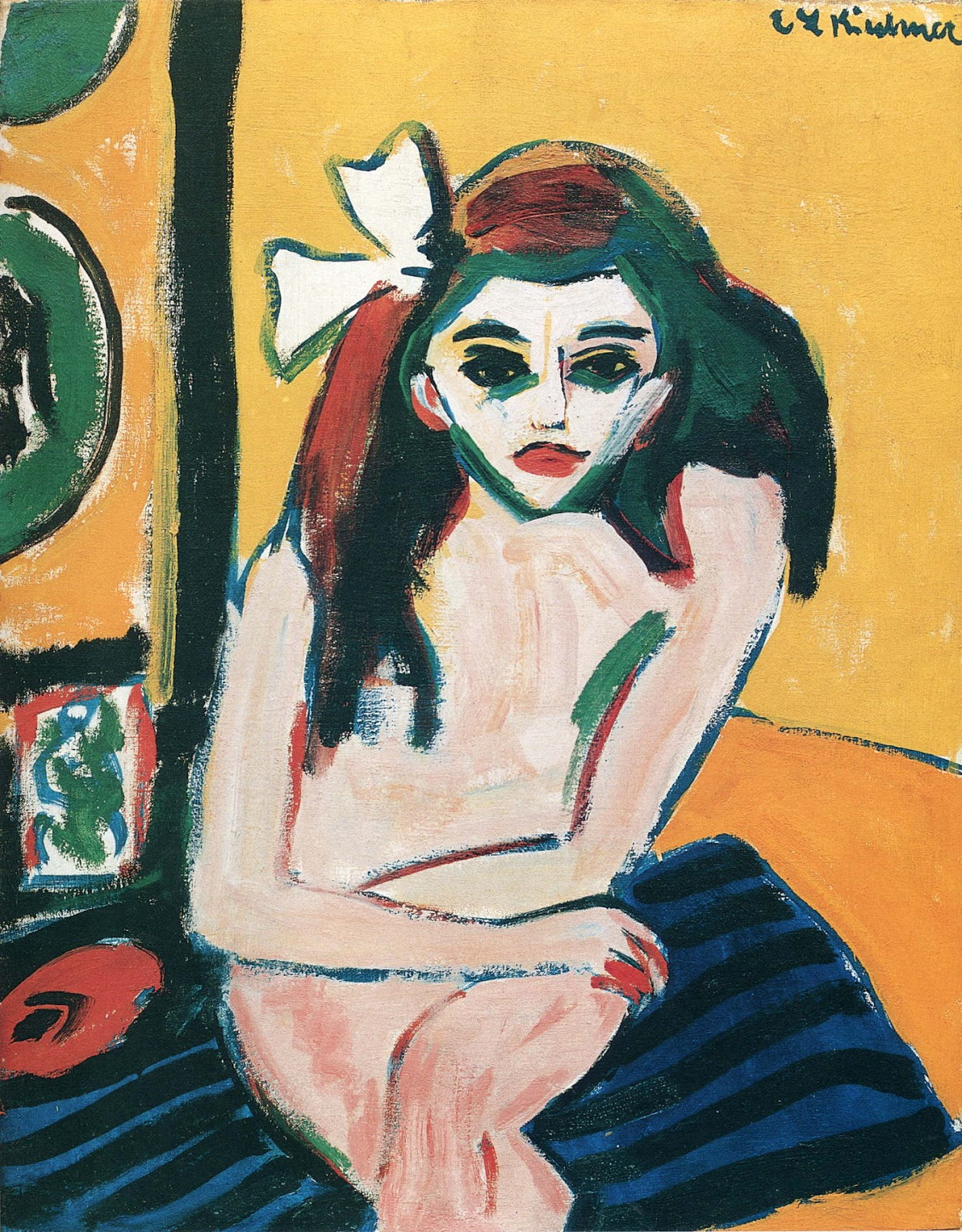
Marcella (1909-10)
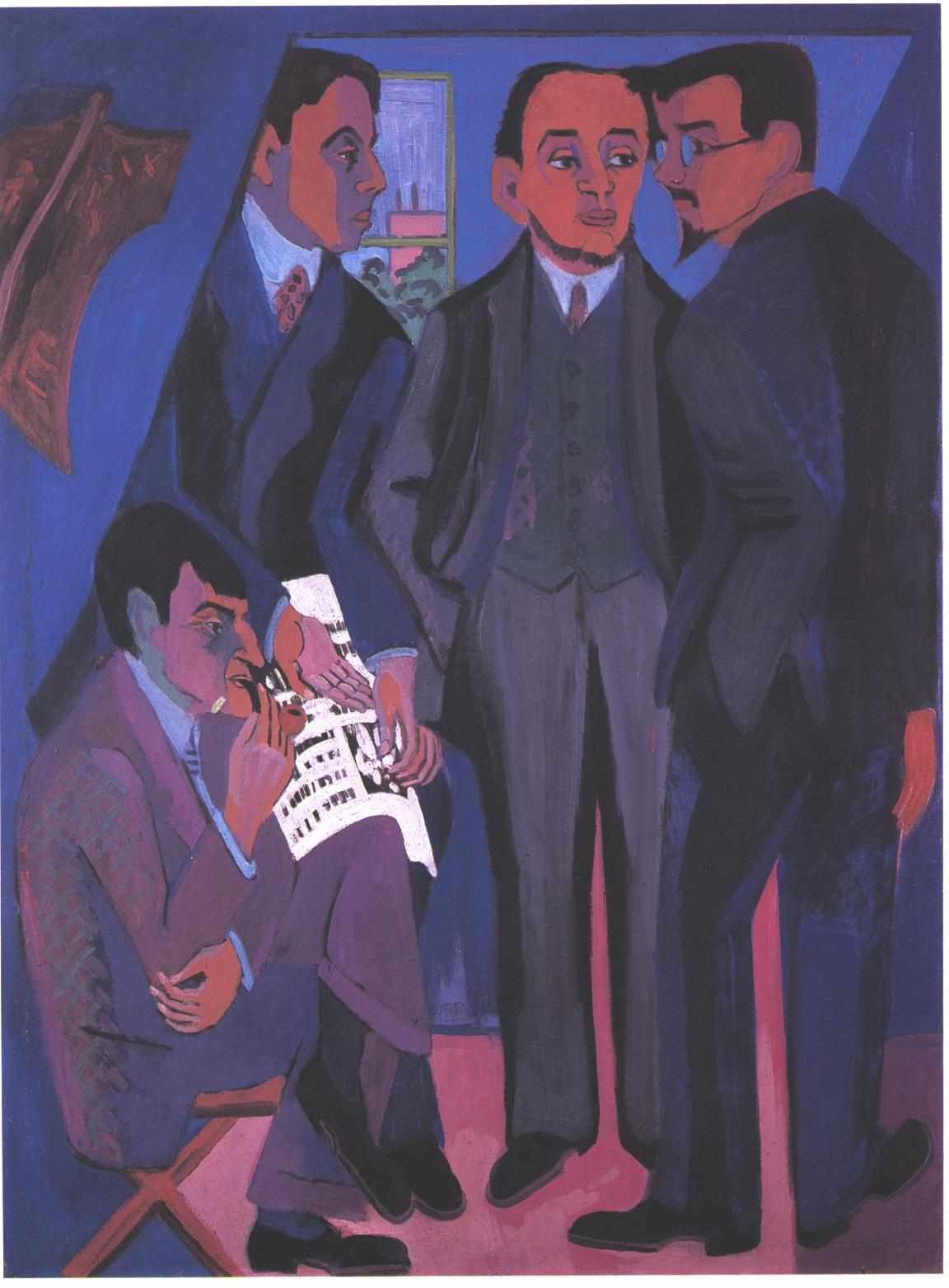
Egy művészcsoport (1926-27)